# (6289) Lanusei
(6289) Lanusei est un astéroïde de la ceinture principale.

## Description
(6289) Lanusei est un astéroïde de la ceinture principale. Il fut découvert le 28 avril 1984 à La Silla par Walter Ferreri et Vincenzo Zappalà. Il présente une orbite caractérisée par un demi-grand axe de 3,17 UA, une excentricité de 0,12 et une inclinaison de 2,1° par rapport à l'écliptique.

## Compléments